# Revuelta contra el mundo moderno
Revuelta Contra el Mundo Moderno: Política, Religión, y Orden social en el Kali-Iuga (en italiano: Rivolta contro il mondo moderno) es un libro escrito por Julius Evola, primero publicado en Italia, en 1934.  Descrito como la obra más influyente de Evola, representa una elucidación de su cosmovisión tradicionalista.
La primera parte del libro trata los conceptos del mundo Tradicional; su conocimiento del puente entre dos mundos contrapuestos, el mundano y el trascendente.  La segunda parte trata el mundo moderno, contrastando sus características con aquellos de sociedades tradicionales: desde políticas e instituciones hasta puntos de vista sobre la vida y la muerte. Evola denuncia los aspectos regresivos de la civilización moderna (utilizando la Tradición como principio normativo).
Rivolta contro il mondo moderno fue publicado en Milán por Hoepli en 1934. En 1969 fue publicada una edición revisada y aumentada. Traducido a inglés por Guido Estuco (de la edición de 1969), fue publicado por Inner Traditions. (ISBN 089281506X 089281506X). También ha sido traducido a alemán, español, francés, serbio y húngaro.
El libro influyó a Mircea Eliade y otros pensadores de la escuela tradicionalista, como Ernesto Milà, quien tradujo su obra al español, y, más recientemente, a la Nouvelle Droite y la derecha alternativa.